# St. Petrus (Obersanding)

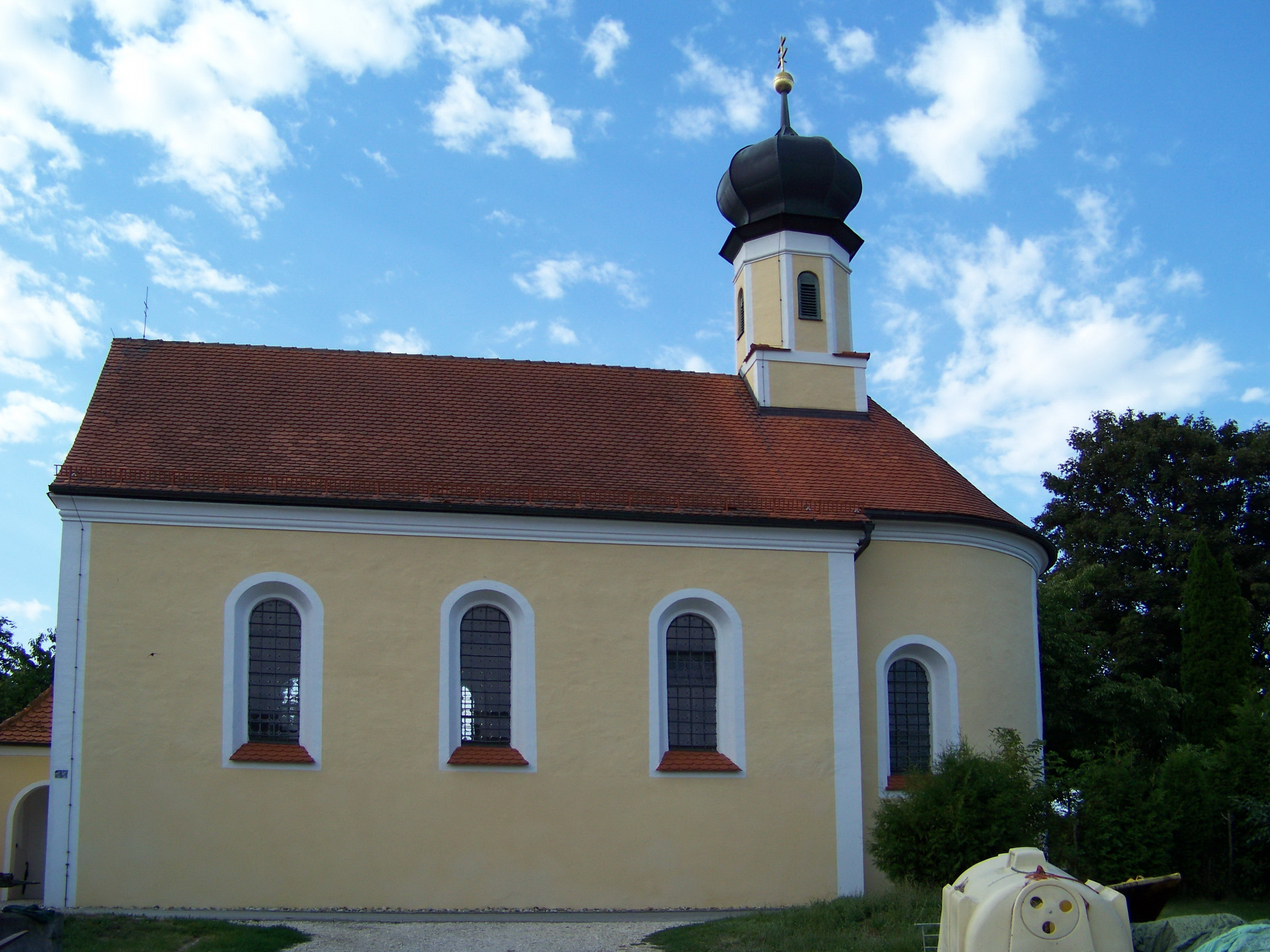
St. Petrus in Obersanding

Die römisch-katholische, denkmalgeschützte Filialkirche St. Petrus steht in Obersanding, einem Gemeindeteil der Gemeinde Thalmassing im Landkreis Regensburg der Oberpfalz. Sie ist dem Bistum Regensburg zugeordnet. Das Bauwerk ist unter der Denkmalnummer D-3-75-205-10 als Baudenkmal in die Bayerische Denkmalliste eingetragen. Kirchenpatron ist Simon Petrus.

## Beschreibung
Die Saalkirche wurde im 17. Jahrhundert erbaut. Sie besteht aus einem Langhaus, das mit einem Satteldach bedeckt ist, und einem eingezogenen, halbrund geschlossenen Chor im Osten, aus dessen Dach sich ein quadratischer Dachreiter erhebt, dessen achteckiger Aufsatz den Glockenstuhl beherbergt, und der mit einer Zwiebelhaube bedeckt ist. Der Innenraum des Langhauses ist mit einer Flachdecke überspannt, der des Chors mit einem Tonnengewölbe. Zur Kirchenausstattung gehört ein in der 2. Hälfte des 17. Jahrhunderts gebauter Hochaltar, der links und rechts von je zwei Säulen flankiert wird. Im Langhaus befindet sich ein Tafelbild mit der Darstellung des Jüngsten Gerichts aus der 1. Hälfte des 17. Jahrhunderts.